# Magnolia oblonga
Espèce
Statut de conservation UICN

 LC  : Préoccupation mineure
Magnolia oblonga est une espèce de plantes à fleurs de la famille des Magnoliacées. C'est un arbre présent en Asie.

## Description
C'est un arbre.

## Répartition et habitat
Cette espèce est présente en Inde (états d'Arunachal Pradesh, Assam, Meghalaya et Bengale-Occidental) et au Bangladesh.